# Bennet (Familienname)
Bennet ist ein Familienname. Zu Herkunft und Bedeutung siehe Bennett.

## Namensträger
- Abraham Bennet (1750–1799), britischer Physiker
- Augustus W. Bennet (1897–1983), US-amerikanischer Politiker
- Benjamin Bennet (1764–1840), US-amerikanischer Politiker
- Chloe Bennet (* 1992), US-amerikanische Schauspielerin und Sängerin
- Gregory Charles Bennet (* 1963), römisch-katholischer Geistlicher und Bischof von Sale
- Henry Bennet, 1. Earl of Arlington (1618–1685), englischer Politiker
- Hiram Pitt Bennet (1826–1914), US-amerikanischer Politiker
- John Bennet (Komponist) (um 1575–nach 1614), englischer Komponist
- John Bennet (Archäologe) (* 1957), britischer Klassischer Archäologe
- Michael Bennet (* 1964), US-amerikanischer Politiker
- Michael Bennett (Radsportler) (* 1949), britischer Radrennfahrer
- Richard Dyer-Bennet (1913–1991), amerikanischer Folksänger
- Salomon Bennet (um 1767–um 1841), Kupferstecher
- Spencer Gordon Bennet (1893–1987), US-amerikanischer Filmregisseur
- William Stiles Bennet (1870–1962), US-amerikanischer Politiker